# پولین رانویه
پولین رانویه (فرانسوی: Pauline Ranvier‎؛ زادهٔ ۱۴ آوریل ۱۹۹۴) شمشیرباز اهل فرانسه است.